# MZKT-79221
El MZKT-79221 (en ruso: МЗКТ-79221) es un vehículo militar 16x16 soviético y ruso diseñado y desarrollado por MZKT de Bielorrusia.
Desarrollado principalmente para su uso como un lanzador móvil del ICBM RT-2PM2 Topol-M, el modelo 79221 es similar al MAZ-7917, su antecesor, que disponía de ocho ejes en lugar de siete. Propulsado por un motor diesel V12 YaMZ-847.10 (800 caballos de fuerza).